# كاثرين جرايسون
كاثرين جرايسون (بالإنجليزية: Kathryn Grayson)‏ (و. 1922 – 2010 م) هي مغنية، وموسيقية، ومغنية أوبرا، وممثلة مسرحية، وممثلة أفلام، وممثلة تلفزيونية أمريكية، ولدت في وينستون-سالم، كارولاينا الشمالية، توفيت في لوس أنجلوس، عن عمر يناهز 88 عاماً.

## وصلات خارجية
- كاثرين جرايسون على موقع IMDb (الإنجليزية)
- كاثرين جرايسون على موقع ألو سيني (الفرنسية)
- كاثرين جرايسون على موقع ميوزك برينز (الإنجليزية)
- كاثرين جرايسون على موقع أول موفي (الإنجليزية)
- كاثرين جرايسون على موقع قاعدة بيانات برودواي على الإنترنت (الإنجليزية)
- كاثرين جرايسون على موقع قاعدة بيانات الأفلام السويدية (السويدية)
- كاثرين جرايسون على موقع إن إن دي بي (الإنجليزية)
- كاثرين جرايسون على موقع ديسكوغز (الإنجليزية)
- كاثرين جرايسون على موقع قاعدة بيانات الفيلم (الإنجليزية)
- كاثرين جرايسون على موقع كينوبويسك (الروسية)